# Charbonnières-les-Vieilles
Charbonnières-les-Vieilles ist eine französische Gemeinde mit 1.161 Einwohnern (Stand: 1. Januar 2022) im Département Puy-de-Dôme in der Region Auvergne-Rhône-Alpes (vor 2016 Auvergne). Sie gehört zum Arrondissement Riom und zum Kanton Saint-Georges-de-Mons (bis 2015 Manzat).

## Geographie
Charbonnières-les-Vieilles liegt etwa 13 Kilometer nordwestlich von Riom und etwa 23 Kilometer nordnordwestlich von Clermont-Ferrand in den Monts Dômes im Regionalen Naturpark Volcans d’Auvergne (französisch Parc naturel régional des Volcans d’Auvergne). Umgeben wird Charbonnières-les-Vieilles von den Nachbargemeinden Blot-l’Église im Norden und Nordwesten, Saint-Hilaire-la-Croix im Norden und Nordosten, Montcel im Nordosten, Combronde im Osten, Teilhède im Südosten, Loubeyrat im Süden, Manzat im Südwesten sowie Saint-Angel im Westen.

## Bevölkerungsentwicklung
| Jahr                       | 1962 | 1968 | 1975 | 1982 | 1990 | 1999 | 2006 | 2013 |
| Einwohner                  | 876  | 838  | 730  | 866  | 880  | 864  | 899  | 1029 |
| Quellen: Cassini und INSEE |      |      |      |      |      |      |      |      |

## Sehenswürdigkeiten
- Kirche Saint-Pierre
- Schloss Lord Davis aus dem 19. Jahrhundert

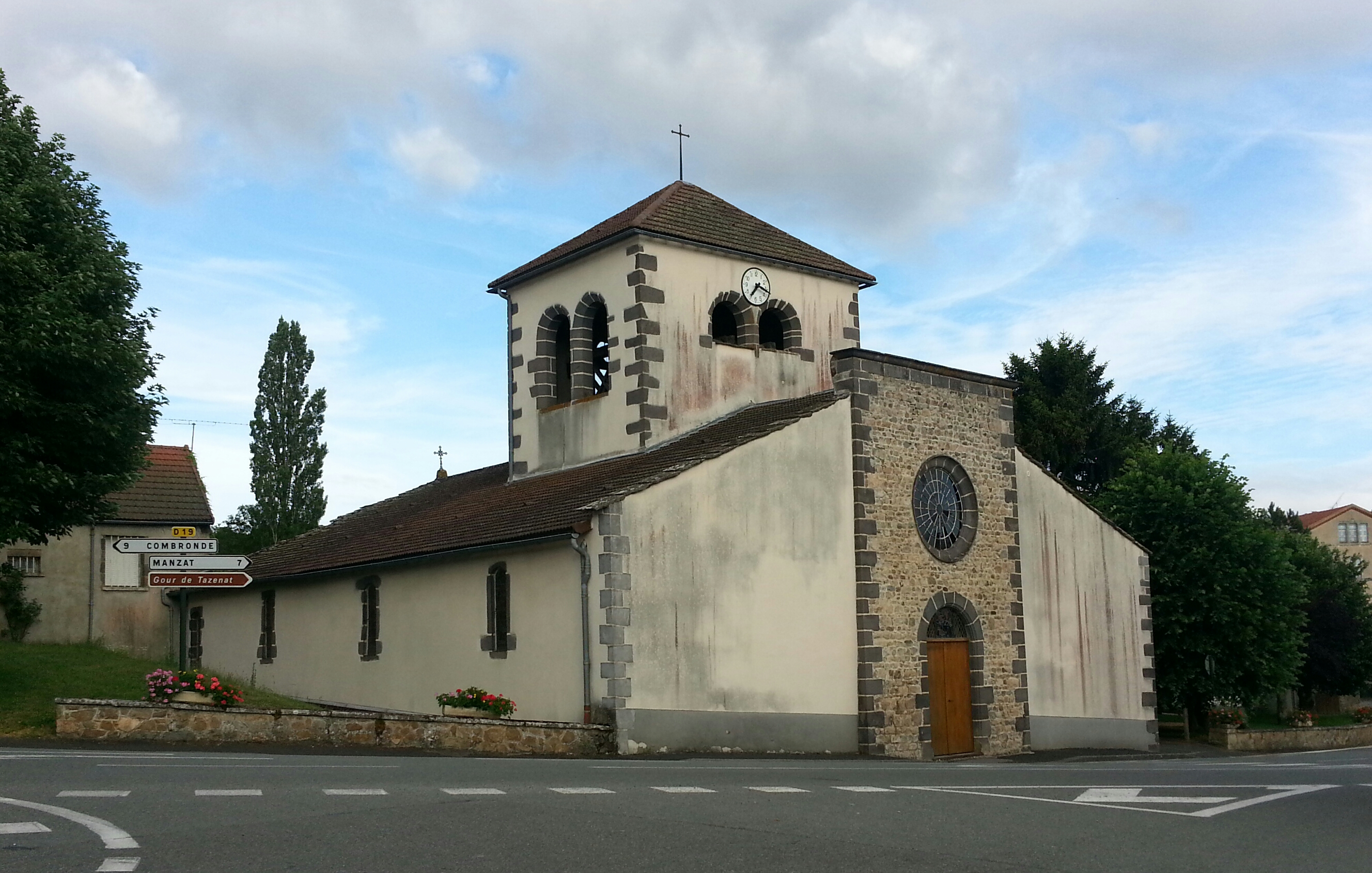
Kirche Saint-Pierre
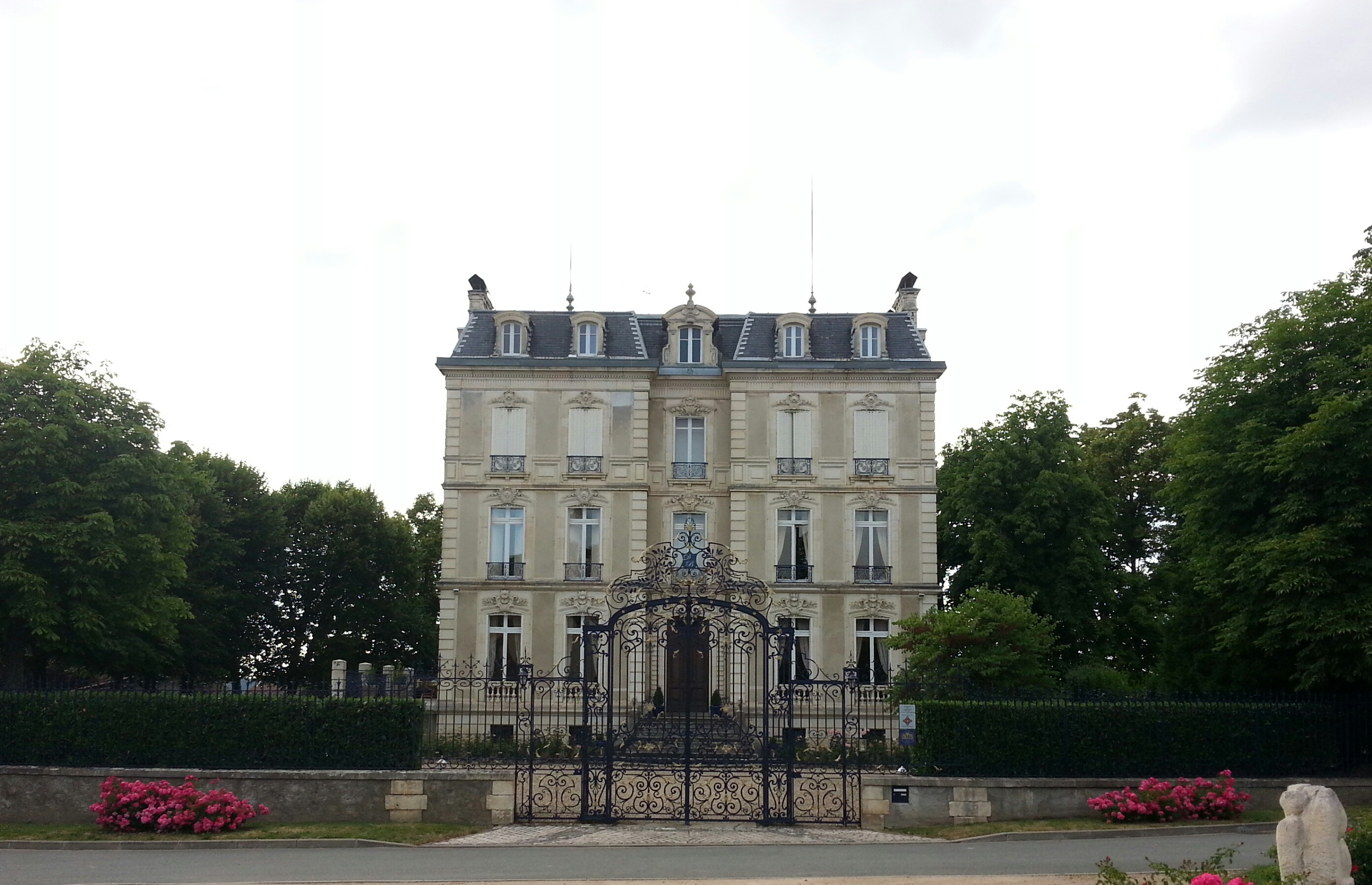
Schloss Lord Davis